# Talin, Siria
Talin (în arabă تالين,  ortografiat și Taleen) este un oraș în nord-vestul Siriei, în Guvernoratul Tartus, situat între Baniyas (la vest) și al-Qadmus (la est). Este situat în Lanțul muntos de coastă sirian. Potrivit Biroului Central de Statistică al Siriei, Talin avea o populație de 3.699 de locuitori la recensământul din 2004. Este centrul administrativ al Subdistrictului Talin, care conținea cinci localități cu o populație colectivă de 8.351 de locuitori în 2004. Locuitorii săi sunt predominant alawiți.